# Tiago Djaló
Tiago Emanuel Embaló Djaló  (Amadora, 9 april 2000) is een Portugees voetballer die doorgaans als centrale verdediger speelt. Hij verruilde Lille OSC in januari 2024 voor Juventus, dat hem in het seizoen 2024/25 verhuurde aan FC Porto.  Hij maakte in 2024 zijn debuut als international van het Portugees voetbalelftal.

## Clubcarrière

### Jeugd
Djaló speelde in de jeugd voor Metralhas en Damaiense, waarna hij in 2013 werd opgenomen in de jeugdopleiding van Sporting Lissabon. Dat nam hem in 2018 op in het tweede elftal. Hij mocht één keer mee met de selectie van de hoofdmacht, tijdens een wedstrijd in de Europa League tegen Qarabağ. Een debuut bleef uit. Djaló verruilde Sporting in januari 2019 voor AC Milan, maar zou hier maar zes maanden blijven. 

### Lille OSC
Milan verkocht hem daarna door aan Lille OSC, waar hij tekende voor vijf jaar. Djaló maakte op 11 augustus 2019 zijn debuut in het profvoetbal. Coach Christophe Galtier gaf hem toen een basisplaats in een wedstrijd in de Ligue 1, tegen Nantes. Hij mocht dat seizoen acht competitiewedstrijden spelen. Hij debuteerde op 23 september 2019 ook in de Champions League, tegen Valencia. Djaló kwam in zijn tweede jaar zeventien speelrondes in actie voor Lille en droeg zo bij aan het winnen van het vierde landskampioenschap in de clubhistorie. Galtiers opvolger Jocelyn Gourvennec promoveerde hem in 2021/22 tot basisspeler. Hij had in 2022/23 pas één speelronde gemist toen hij in maart 2023 een kruisband scheurde en zijn seizoen om die reden ten einde kwam. In totaal speelde hij 102 wedstrijden voor Lille, waarin hij drie keer scoorde.

### Juventus
In januari 2024 vertrok hij naar Juventus. Op 25 mei maakte hij op de laatste speelronde tegen AC Monza zijn debuut voor de club. Het was zijn eerste wedstrijd in veertien maanden. Juventus verhuurde hem in september 2024 voor één seizoen aan FC Porto, waar hij geen basisspeler wist te worden.

## Clubstatistieken
| Seizoen | Club       | Competitie    | Competitie | Competitie | Beker | Beker | Overig | Overig | Totaal | Totaal |
| Seizoen | Club       | Competitie    | Wed.       | Dlp.       | Wed.  | Dlp.  | Dlp.   | Dlp.   | Wed.   | Dlp.   |
| ------- | ---------- | ------------- | ---------- | ---------- | ----- | ----- | ------ | ------ | ------ | ------ |
| 2019/20 | Lille OSC  | Ligue 1       | 8          | 0          | 3     | 0     | 3      | 0      | 14     | 0      |
| 2020/21 | Lille OSC  | Ligue 1       | 17         | 0          | 3     | 0     | 4      | 0      | 24     | 0      |
| 2021/22 | Lille OSC  | Ligue 1       | 28         | 1          | 3     | 0     | 7      | 0      | 38     | 1      |
| 2022/23 | Lille OSC  | Ligue 1       | 25         | 2          | 1     | 0     | –      | –      | 26     | 2      |
| 2023/24 | Lille OSC  | Ligue 1       | 0          | 0          | 0     | 0     | –      | –      | 0      | 0      |
| 2023/24 | Juventus   | Serie A       | 1          | 0          | 0     | 0     | –      | –      | 1      | 0      |
| 2024/25 | → FC Porto | Primeira Liga | 8          | 0          | 2     | 1     | 7      | 1      | 17     | 2      |
| Totaal  | Totaal     | Totaal        | 87         | 3          | 12    | 1     | 21     | 1      | 120    | 5      |

## Interlandcarrière
Djaló maakte deel uit van verschillende Portugese nationale jeugdselecties vanaf Portugal –17. Hij behoorde tot de selectie van Portugal –21 op het EK –21 van 2021, maar kwam daarop niet in actie. 
Nadat hij in 2022 al driemaal zonder speelminuten op de bank had gezeten, maakte Djaló op 18 november zijn debuut als international van het Portugees voetbalelftal. Hij viel in voor Tomás Araújo in de Nations League-wedstrijd tegen Kroatië.

## Erelijst
| Kampioen Ligue 1      | 1x | 2020/21 |
| Trophée des Champions | 1x | 2021    |